# Sanderson Lam
Sanderson Lam est un joueur de snooker anglais, né le 28 janvier 1994 de parents chinois installés à Leeds, localité britannique du Yorkshire.
Il a été professionnel de 2015 à 2019, atteignant la 77e place mondiale en juin 2016. De retour sur le circuit en 2022, il dépasse son meilleur classement en devenant no 64 mondial en décembre 2023.

## Carrière
Lam connait une brève carrière professionnelle durant de 2015 à 2019. Il avait obtenu sa place sur le circuit lors de la saison 2014-2015 grâce à une victoire lors du circuit qualificatif de l'EBSA, où il avait battu TJ Dowling au dernier tour 4 manches à 2. En revanche, en 2017, après deux années sur le circuit professionnel, il a été contraint de disputer la Q School parce qu'il n'a pas réussi à finir dans le top 64 mondial. Une victoire sur le Nord-irlandais Joe Swail (4-2), lui permet de retrouver sa place sur le tour pour deux saisons.
En 2017, il atteint son premier huitième de finale dans un tournoi de classement lors de l'Open de Gibraltar. Il y avait connu des succès sur Wang Yuchen (4-3), Noppon Saengkham (4-1) et Peter Ebdon (4-1), avant de s'incliner sur le score de 4 manches à 1 face à Judd Trump. 
Après un échec sur les trois épreuves de la Q School en 2019, il est relégué du circuit principal. 
Son retour sur le circuit en 2022 est ponctué par des résultats réguliers et un premier quart de finale lors de l'Open d'Écosse 2023. Il y est battu par Saengkham, 5-3. 